# Campionat de la CONCACAF de 1985
El Campionat de la CONCACAF 1985 va ser la novena edició del Campionat de la CONCACAF, la quarta que va servir com a classificatori per a la Copa del Món de futbol i la primera en la qual la fase final no va tenir un país organitzador.
Canadà va guanyar el torneig per primera vegada, i es va classificar, també per primera vegada, per a una Copa del Món de futbol (Mèxic 1986).

## Classificació
| Equip             | Classificat per          | Campionats jugats | Última participació | Millor resultat previ    |
| ----------------- | ------------------------ | ----------------- | ------------------- | ------------------------ |
| Guatemala         | Classificació directa    | 6                 | 1977                | Campions (1967)          |
| El Salvador       | Guanyador Eliminatòria 1 | 4                 | 1981                | Subcampions (1963, 1981) |
| Estats Units      | Guanyador Eliminatòria 2 | 0                 | -                   | -                        |
| Hondures          | Guanyador Eliminatòria 3 | 5                 | 1981                | Campions (1981)          |
| Haití             | Guanyador Eliminatòria 4 | 6                 | 1981                | Campions (1973)          |
| Surinam           | Guanyador Eliminatòria 5 | 1                 | 1977                | Sisé lloc (1977)         |
| Canadà            | Guanyador Eliminatòria 6 | 2                 | 1981                | Quart lloc (1977, 1981)  |
| Costa Rica        | Guanyador Eliminatòria 7 | 5                 | 1971                | Campions (1963, 1969)    |
| Trinitat i Tobago | Guanyador Eliminatòria 8 | 4                 | 1973                | Subcampions (1973)       |

## Torneig
Font:

### Fase de grups

#### Grup 1
Tots els partits de Surinam van ser jugats a domicili.
- 24 de febrer de 1985, San Salvador, El Salvador -  Surinam 0 - 3  El Salvador

- 27 de febrer de 1985, San Salvador, El Salvador -  El Salvador 3 - 0  Surinam

- 3 de març de 1985, Tegucigalpa, Hondures -  Surinam 1 - 1  Hondures

- 6 de març de 1985, Tegucigalpa, Hondures -  Hondures 2 - 1  Surinam

- 10 de març de 1985, San Salvador, El Salvador -  El Salvador 1 - 2  Hondures

- 14 de març de 1985, Tegucigalpa, Hondures -  Hondures 0 - 0  El Salvador

| Pos. | Equip       | Pts | PJ | PG | PE | PP | GF | GC | DG |
| ---- | ----------- | --- | -- | -- | -- | -- | -- | -- | -- |
| 1    | Hondures    | 6   | 4  | 2  | 2  | 0  | 5  | 3  | 2  |
| 2    | El Salvador | 5   | 4  | 2  | 1  | 1  | 7  | 2  | 5  |
| 3    | Surinam     | 1   | 4  | 0  | 1  | 3  | 2  | 9  | -7 |

Hondures es va classificar per a la ronda final.

#### Grup 2
- 13 d'abril de 1985, Victoria, Canadà -  Canadà 2 - 0  Haití

- 20 d'abril de 1985, Victoria, Canadà -  Canadà 2 - 1  Guatemala

- 26 d'abril de 1985, Port-au-Prince, Haití -  Haití 0 - 1  Guatemala

- 5 de maig de 1985, Ciutat de Guatemala, Guatemala -  Guatemala 1 - 1  Canadà

- 8 de maig de 1985, Port-au-Prince, Haití -  Haití 0 - 2  Canadà

- 15 de maig de 1985, Ciutat de Guatemala, Guatemala -  Guatemala 4 - 0  Haití

| Pos. | Equip     | Pts | PJ | PG | PE | PP | GF | GC | DG |
| ---- | --------- | --- | -- | -- | -- | -- | -- | -- | -- |
| 1    | Canadà    | 7   | 4  | 3  | 1  | 0  | 7  | 2  | 5  |
| 2    | Guatemala | 5   | 4  | 2  | 1  | 1  | 7  | 3  | 4  |
| 3    | Haití     | 0   | 4  | 0  | 0  | 4  | 0  | 9  | -9 |

Canadà es va classificar per a la ronda final.

#### Grup 3
Tots els partits de Trinitat i Tobago van ser jugats a domicili.
- 24 d'abril de 1985, San José, Costa Rica -  Trinitat i Tobago 0 - 3  Costa Rica

- 28 d'abril de 1985, San José, Costa Rica -  Costa Rica 1 - 1  Trinitat i Tobago

- 15 de maig de 1985, Saint Louis, Estats Units -  Estats Units 2 - 1  Trinitat i Tobago

- 19 de maig de 1985, Torrance, California, Estats Units -  Trinitat i Tobago 0 - 1  Estats Units

- 26 de maig de 1985, Alajuela, Costa Rica -  Costa Rica 1 - 1  Estats Units

- 31 de maig de 1985, Torrance, California, Estats Units -  Estats Units 0 - 1  Costa Rica

| Pos. | Equip             | Pts | PJ | PG | PE | PP | GF | GC | DG |
| ---- | ----------------- | --- | -- | -- | -- | -- | -- | -- | -- |
| 1    | Costa Rica        | 6   | 4  | 2  | 2  | 0  | 6  | 2  | 4  |
| 2    | Estats Units      | 5   | 4  | 2  | 1  | 1  | 4  | 3  | 1  |
| 3    | Trinitat i Tobago | 1   | 4  | 0  | 1  | 3  | 2  | 7  | -5 |

Costa Rica es va classificar per a la ronda final.

### Ronda final
- 11 d'agost de 1985, San José, Costa Rica -  Costa Rica 2 - 2  Hondures

- 17 d'agost de 1985, Toronto, Canadà -  Canadà 1 - 1  Costa Rica

- 25 d'agost de 1985, Tegucigalpa, Hondures -  Hondures 0 - 1  Canadà

- 1 de setembre de 1985, San José, Costa Rica -  Costa Rica 0 - 0  Canadà

- 8 de setembre de 1985, Tegucigalpa, Hondures -  Hondures 3 - 1  Costa Rica

- 14 de setembre de 1985, St. John's, Canadà -  Canadà 2 - 1  Hondures

| Pos. | Equip      | Pts | PJ | PG | PE | PP | GF | GC | DG |
| ---- | ---------- | --- | -- | -- | -- | -- | -- | -- | -- |
| 1    | Canadà     | 6   | 4  | 2  | 2  | 0  | 4  | 2  | 2  |
| 2    | Hondures   | 3   | 4  | 1  | 1  | 2  | 6  | 6  | 0  |
| 3    | Costa Rica | 3   | 4  | 0  | 3  | 1  | 4  | 6  | -2 |

| Campionat de la CONCACAF de 1985 |
| -------------------------------- |
| · Canadà · Primer títol          |

Canadà es va classificar per a la Copa del Món de futbol 1986.

## Golejadors
5 gols
- José Roberto Figueroa

4 gols
- Dale Mitchell

3 gols
- Igor Vrablic
- Johnny Williams
- José María Rivas
- Porfirio Armando Betancourt

2 gols
- George Pakos
- Byron Pérez
- Eduardo Laing

1 gol
- Mike Sweeney
- Paul James
- Alexandre Guimarães
- Alvaro Solano
- Evaristo Coronado
- Miguel Lacey Simpson
- Milton Noriega
- Óscar Ramírez
- Jorge Ulate
- Baltazar Zapata
- Ever Hernández
- Mauricio Alfaro
- Wilfredo Huezo
- Eduardo Estrada Aquino
- Raul Galindo
- Julio Gómez Mendez
- Juan Manuel Funes
- Raúl Chacón
- Roberto Bailey
- Kenneth Stewart
- Rinaldo Entingh
- Necik De Noon
- Adrian Fonrose
- Chico Borja
- John Kerr, Jr.
- Mark Peterson
- Paul Caligiuri